# Riki Takagi
Riki Takagi (født 13. juli 1978) er en japansk tidligere fodboldspiller.
Han har tidligere trænet Gainare Tottori.